# Ère Gangyō

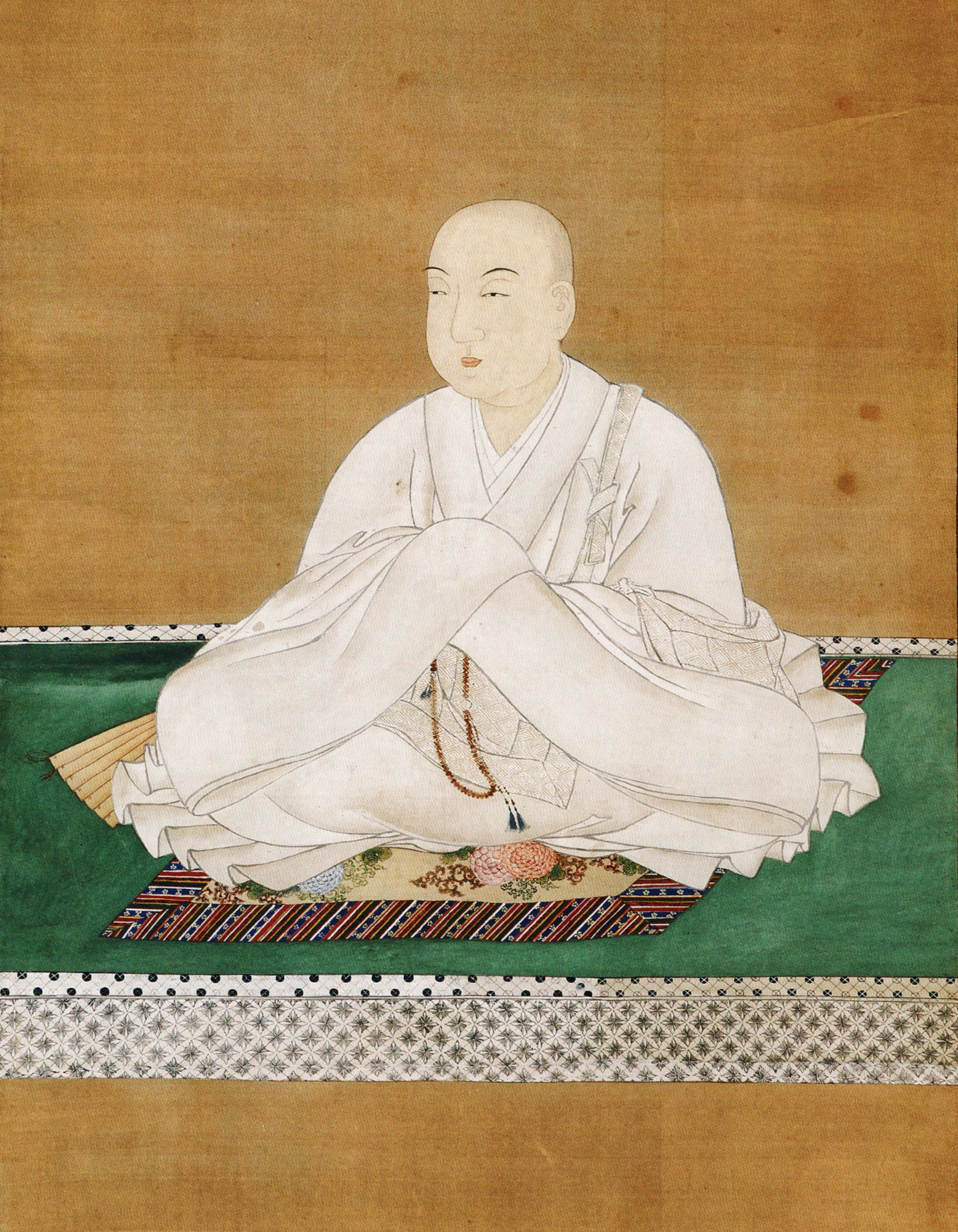
Représentation tardive de l'empereur Seiwa, Ryōkyō, vers 1683.

L'ère Gangyō (元慶) est une des ères du Japon 年 (nengō, lit. « nom de l'année ») après l'ère Jōgan et avant l'ère Ninna. Cette ère couvre la période allant du mois d'avril 877 au mois de février 885. L'empereur régnant est Yōzei-tennō (陽成天皇).

## Changement d’ère
- 18 janvier 877 Gangyō gannen (元慶元年?) : Le nom de la nouvelle ère est créé pour marquer un événement ou une série d'événements. L'ère précédente se termine là où commence la nouvelle, en  Jōgan 19, le 16e jour du 4e mois de 877[3]

## Événements de l'ère Gangyō
- 20 juillet 877 (Gangyō 1, 3e jour du1re mois) : Yōzei est formellement intronisé à l'âge de 8 ans et le début d'un nouveau nengō est proclamé. La nouvelle résidence en construction pour l'empereur n'est pas terminée aussi doit-il vivre au début dans un autre quartier du palais[4].
- 877 (Gangyō 1, 2e mois) : Les ambassadeurs de Corée arrivent dans la province d'Izumo mais sont éconduits[4].
- 877 (Gangyō 1, 6e mois) : Il y a une grande sécheresse et des sacrifices sont faits aux temples de Hachiman, Kamo et d'autres temples de la province d'Ise. Finalement, la pluie arrive[4].
- 878 (Gangyō 2) : Seiwa devient prêtre bouddhiste. Son nom religieux est Soshin[5].
- 31 décembre 878 (Gangyō 2, 4e jour du 12e mois) : L'ancien empereur Seiwa meurt à l'âge de 31 ans[6]
- 883 (Gangyō 7) : Durant son adolescence, Yōzei passe souvent son temps seul et parfois nourrit des serpents de grenouilles vivantes afin d'observer les reptiles avaler leur proie. Parfoir encore, il trouve du plaisir à faire se combattre des chiens et des singes. Avec le temps, ces « amusements » deviennent plus dangereux. Il exécute lui-même des criminels. Quand il est en colère, il poursuit ceux qui osent prendre la parole et essaie parfois d'utiliser son épée. Fujiwara no Mototsune, le régent kanpaku, saisit chaque occasion pour ramener Yōzei à une conduite plus retenue mais l'empereur est sourd à toute remontrance[7].
- 884 (Gangyō 8) : Les habitudes extravagantes et dangereuses de l'empereur se poursuivent sans relâche. Une fois que Mototsune se rend à la cour, il découvre que Yōzei a organisé une bizarre mise en scène pour le distraire : Il a ordonné à quelques hommes de monter dans des arbres et a ordonné à d'autres d'user de lances bien acérées pour les leur envoyer jusqu'à ce qu'ils tombent et se tuent. Cet événement extraordinaire finit de convaincre Motosune que l'empereur n'a pas la dignité nécessaire pour régner. À contrecœur, Mototsune comprend que quelqu'un doit mettre au point une stratégie afin de déposer l'empereur. Peu après, Mototsune se rend près de Yōzei et lui fait la remarque qu'il doit s'ennuyer à rester seul si souvent. Mototsume suggère alors que l'empereur trouverait certainement du plaisir à assister à une course de chevaux. Yōzei est séduit par cette proposition et encourage vivement Mototsune à décider du lieu et du moment de cet événement. Il est décidé que cette distraction spéciale organisée à l'intention de l'empereur se tiendrait le 4e jour du 2e mois de Gangyō 8[8].
- 4 mars 884 (Gangyō 8, 4e jour du 2e mois) : Le prétexte d'une course de chevaux spéciale amène l'empereur à sortir de son palais. Yōzei voyage dans un carrosse qui est rapidement entouré d'une solide garde. La voiture est redirigée vers le palais de Yo seí in (Yang tchhing yuan) à Ni zio, une ville située à peu de distance au sud-ouest de Miyako. Mototsune, face à l'empereur, lui explique que son comportement dément le rend incapable de régner et qu'il a été détrôné. À cette nouvelle, Yōzei pleure sincèrement ce qui amène des sentiments de compassion aux témoins de son repentir[8].
- 4 mars 884 (Gangyō 8, 4e jour du 2e mois) : Durant la huitième année du règne de l'empereur Yōzei (陽成天皇8年), celui-ci est déposé et les érudits comprennent que la succession (senso) est reçue par le troisième fils de l'ancien empereur Ninmyō qu'est alors âgé de 55 ans[9].
- 23 mars 884 (Gangyō 8, 23e jour du 2e mois) : L'empereur Kōkō accède au trône (sokui)[10]
- 885 (Gangyō 9) : Le nom de l'ère est changé en conséquence en 885[11].

| Gangyō    | 1re | 2e  | 3e  | 4e  | 5e  | 6e  | 7e  | 8e  | 9e  |
| Grégorien | 877 | 878 | 879 | 880 | 881 | 882 | 883 | 884 | 885 |